# Boarmia ultradefinita
Boarmia ultradefinita là một loài bướm đêm trong họ Geometridae.